# Guillermo Ruggeri
Pour les articles homonymes, voir Ruggeri.
Guillermo Manuel Ruggeri Gutila (né le 26 mars 1992 à Maipú) est un athlète argentin, spécialiste des épreuves combinées et du 400 m haies.

## Carrière
Le 9 avril 2017, il bat, en 49 s 79, le record de Juan Carlos Dyrzka, réalisé en altitude le 13 octobre 1968 à Mexico, 49 ans auparavant. 
Le 23 juin 2017, il remporte le titre des Championnats d'Amérique du Sud à Luque, en 49 s 72, également nouveau record national. À ce titre, il est sélectionné pour les Championnats du monde à Londres sans avoir atteint le minima requis.
Le 6 août, en séries des championnats du monde de Londres, il bat son record en 49 s 69 et atteint les demi-finales.

## Records
| Épreuve     | Performance  | Lieu       | Date         |
| ----------- | ------------ | ---------- | ------------ |
| 100 m       | 10 s 91      | Santiago   | 14 mars 2014 |
| 400 m       | 47 s 88      | Santiago   | 14 mars 2014 |
| 400 m haies | 49 s 28 (NR) | Cochabamba | 6 juin 2018  |
| Décathlon   | 7 298 pts    | Santiago   | 14 mars 2014 |